# Yip Harburg
Yip Harburg o E.Y. Harburg, pseudonimo di Edgar Yipsel Harburg (nato Isidore Hochberg; New York, 8 aprile 1896 – Los Angeles, 5 marzo 1981), è stato un paroliere statunitense.

## Biografia
Tra i testi musicali più conosciuti da lui scritti vi sono It's Only a Paper Moon, April in Paris, Brother, Can You Spare a Dime? e Happiness Is a Thing Called Joe, Over the Rainbow e Salome. Ha scritto tutti i testi musicali del film Il mago di Oz (1939), incluso quello di Over the Rainbow, brano composto da Harold Arlen e interpretato da moltissimi artisti nel corso della storia della musica. Per Over the Rainbow ha vinto l'Oscar alla migliore canzone nell'ambito dei Premi Oscar 1940. Ha ottenuto altre due candidature in questa categoria dei Premi Oscar: nel 1944 e nel 1946.
Ha lavorato anche nel mondo di Broadway soprattutto a cavallo tra gli anni '40 e '50. Per il cinema ha scritto brani presenti o utilizzati in altri film, oltre a Il mago di Oz: tra questi Tre pazzi a zonzo (1939), Musetta alla conquista di Parigi (1962) e Sulle ali dell'arcobaleno (1968). Nel 1972 è stato inserito nella Songwriters Hall of Fame. È deceduto a causa di un incidente stradale all'età di 84 anni.